# Matthias Crumbtinger
Matthias Crumbtinger, auch Matthaeus, Krumtinger, K/Crumtunger(us), Crumtünger († 15. April 1625 in Lübeck) war ein deutscher evangelisch-lutherischer Geistlicher und Chronist.

## Leben
Crumbtinger war ein Sohn des aus Westfalen stammenden Predigers der Lübecker Aegidienkirche Heinrich Krumtunger († 1600). Nach dem Besuch des Katharineums studierte er Evangelische Theologie, unter anderem 1591/92 an der Universität Tübingen und ab 4. August 1593 an der Universität Wittenberg, vor allem bei Ägidius Hunnius.
Mit einer lateinischen Rede über die Dreifaltigkeit vor dem Lübecker Superintendenten Andreas Pouchenius erlangte er 1595 die Aufnahme unter die Kandidaten des Lübecker Geistlichen Ministeriums. 1598 wurde er zum Diaconus (2. Pastor) am Lübecker Dom berufen; 1614 wurde er als Nachfolger des verstorbenen Joachim Dobbin Hauptpastor des Doms.
Crumbtinger wurde bekannt als Chronist der Reiserschen Unruhen, eines Aufbegehrens Lübecker Bürger gegen den Rat der Stadt in den Jahren 1599 bis 1605, das nach deren Anführer Heinrich Reiser benannt wurde. In seinen Predigten nahm Crumbtinger gegen Reiser und seine Anhänger Stellung. Er hielt das Anliegen der Bürger für Aufruhr gegen den Rat, die von Gott eingesetzte Obrigkeit, und für ein Werk des Teufels. Dafür wurde er 1601 von den aufgebrachten Anhängern Reisers im Chor des Doms so bedrängt, dass seine Frau vor Angst eine Fehlgeburt erlitt.
1610 beobachtete er die seltene Naturerscheinung von fünf Nebensonnen. Seinen Bericht darüber publizierte der Lübecker Stadtphysikus David Herlitz.

## Werke
- mit Georg Meisner, Paul Chemnitz: Triphyllon parodiarum Horatianarum …. Gruppenbachius, Tübingen 1592.
- Oratio De SS. Trinitate, In Vnitate veneranda, Et SS. Vnitate In Trinitate Credenda. Kröger, Lübeck 1595 urn:nbn:de:bvb:12-bsb11242860-5.
- Wahrhaftige und glaubwürdige Verzeichnis Bericht und Uhrkunde von den Lübischen Hendelln Manuskript (1609)

Abschriften:
- - Ms. Lub. 2° 70 (stadtbibliothek.luebeck.de)
  - Ms. Lub. 2° 71 (stadtbibliothek.luebeck.de, Exemplar aus dem Besitz von Caspar Heinrich Starck)
  - Ms. Lub. 2° 72 (stadtbibliothek.luebeck.de).